# Talsperre Thülsfeld
Die Talsperre Thülsfeld ist ein Naturschutzgebiet in den niedersächsischen Gemeinden Molbergen und Garrel sowie der Stadt Friesoythe im Landkreis Cloppenburg.

## Allgemeines
Das Naturschutzgebiet mit dem Kennzeichen NSG WE 60 ist rund 462 Hektar groß. Der größte Teil des 434 Hektar großen FFH-Gebietes „Heiden und Moore an der Talsperre Thülsfeld“ liegt innerhalb des Naturschutzgebietes. Nach Süden grenzt das Naturschutzgebiet an die Landschaftsschutzgebiete „Soestetal zwischen Cloppenburg und Neumühlen“ und „Dwergter Sand“, nach Norden schließt das Landschaftsschutzgebiet „Soestetal zwischen Talsperre und Friesoythe“ an. Das Gebiet steht seit dem 9. März 1957 unter Schutz. Es ersetzt das zum 5. Februar 1938 ausgewiesene Naturschutzgebiet. Zuständige untere Naturschutzbehörde ist der Landkreis Cloppenburg.
Das Gebiet „soll dem Schutz eines Komplexes aus Heidebiotopen, Mooren, teilweise bewaldeten Binnendünen und Gewässerlebensräumen der Talsperre Thülsfeld, der Soeste und deren Nebengewässer dienen.“ Es dient auch „zum Schutz des FFH-Gebietes 047 Heiden und Moore an der Talsperre Thülsfeld.“

## Beschreibung

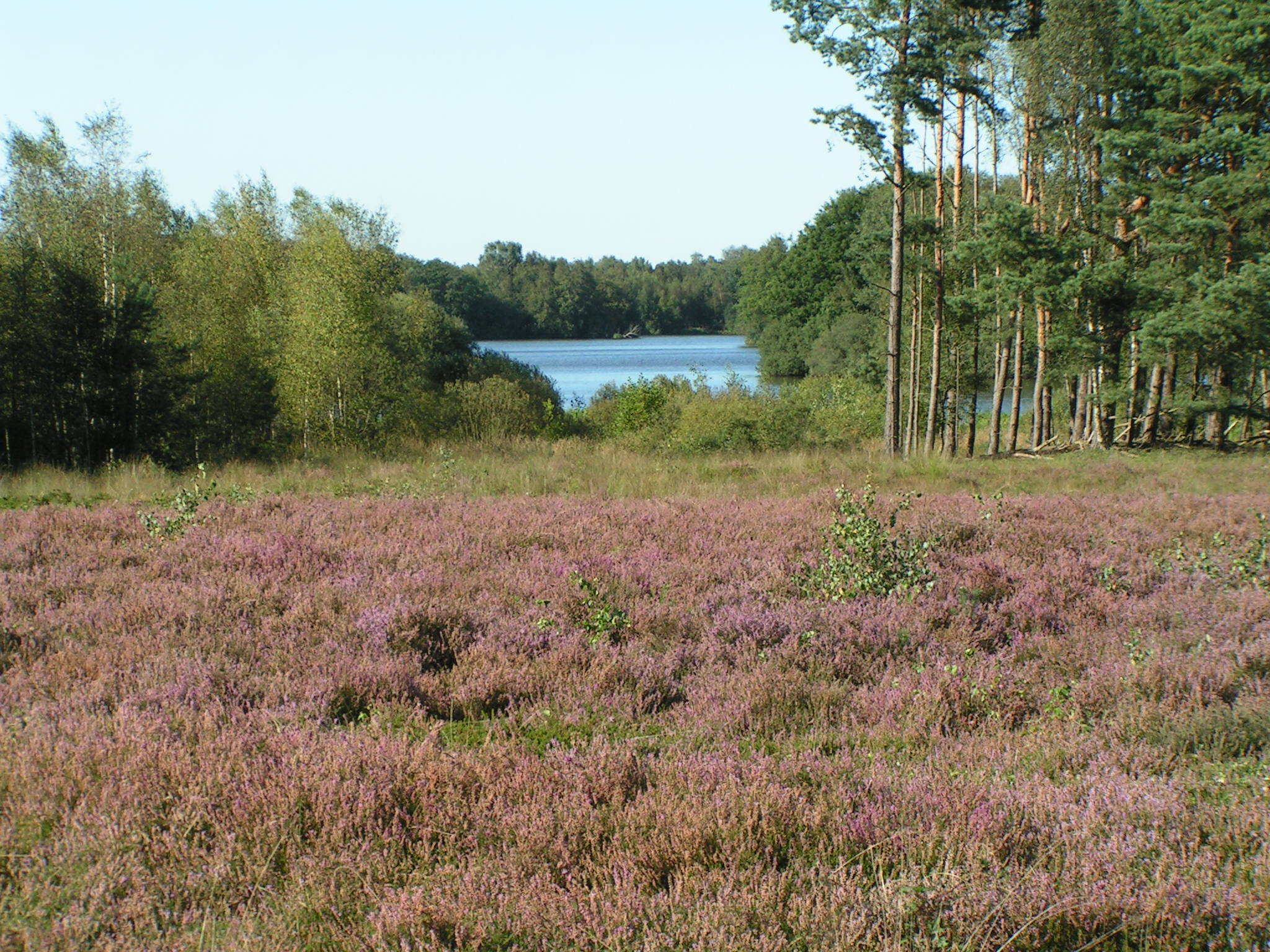
Heide am Thülsfelder Stausee (2005)

Das Naturschutzgebiet liegt in etwa zwischen Friesoythe und Cloppenburg. Es stellt auf rund fünf Kilometern Länge den (bei Normalstau) rund 165 Hektar großen Thülsfelder Stausee mit mehreren kleinen Inseln, den ihn umgebenden Bereichen und einen Teil der in den Stausee mündenden Soeste mit an den Flusslauf angrenzenden Bereichen in einer leicht hügeligen, aus Grundmoränen gebildeten Geestlandschaft mit Binnendünen unter Schutz. Der Stausee verfügt über weitläufige Flachwasserzonen mit Laichkraut- und Froschbissgesellschaften und eine buchtenreiche Uferzone mit Röhrichten, Seggenrieden, Weidengebüschen und überwiegend aus Erlen und Birken gebildeten Bruchwäldern. Westlich des Stausees befinden sich Heide- und Sandtrockenflächen. Die Heideflächen gehören mit einer Größe von insgesamt ca. 68 ha zu den größten in Niedersachsen. Durch den ganzjährigen Einsatz von rund 220 Schafen und 70 Ziegen soll laut dem Zweckverband Thülsfelder Talsperre e. V. das Verbuschen der Heide verhindert werden. Die Heideflächen sind je nach Standort trocken bis feucht. Sie werden an trockenen Standorten von Besenheide dominiert. Stellenweise herrscht auch Krähenbeere vor. Dazwischen siedeln Englischer und Behaarter Ginster. An feuchten Standorten dominiert Glockenheide. Auf den Sandflächen siedeln Silbergras und Straußgräser. Große Bereiche des Naturschutzgebietes westlich und südlich des Stausees sind mit Kiefern-, Eichen- und Buchenwäldern bewaldet. In den Eichenwäldern dominieren Stiel- und Traubeneiche. Weiterhin stocken hier Sand- und Moorbirke, Eberesche, Zitterpappel und mit geringen Anteilen auch Buche. Stellenweise stocken historische Hute- und Niederwälder. Die Buchenwälder sind als Hainsimsen-Buchenwälder ausgeprägt. Im Naturschutzgebiet sind kleinflächig Torfmoos-Schwingrasen und Gagelgebüsche sowie kleine Hochmoore zu finden.

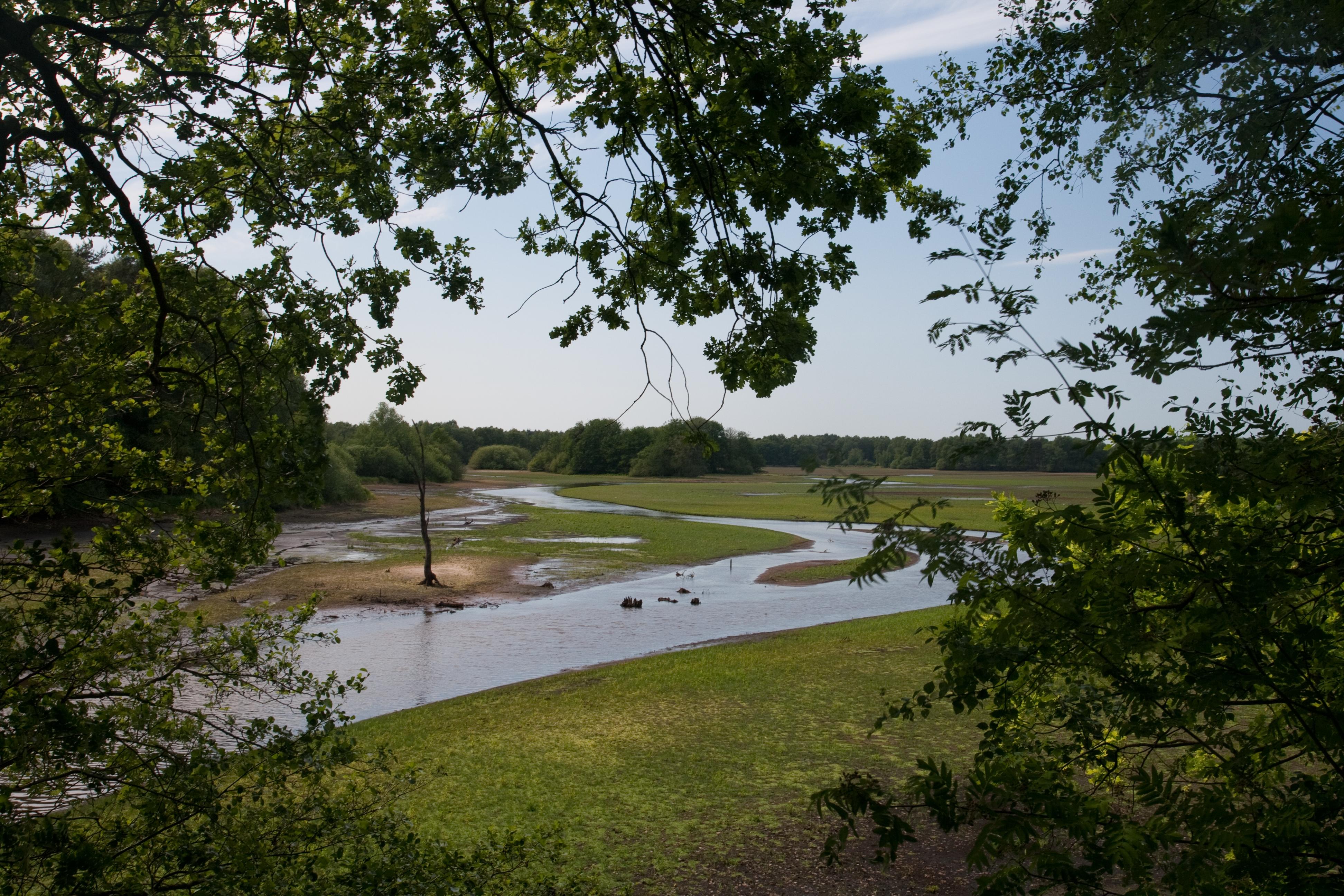
Einfluss der Soeste in den Thülsfelder Stausee

Oberhalb des Stausees verläuft die Soeste naturnah in ihrer teilweise feuchten und vermoorten Niederung. Sie wird vielfach von Gehölzen begleitet bzw. durchfließt eine bewaldete Niederung. In der Soeste siedelt flutende Wasservegetation.
Der Thülsfelder Stausee ist Lebensraum einer artenreichen Wasservögelfauna. Besondere Bedeutung hat er auch während der Zugzeit als Rastgebiet für zahlreiche Wasservögel.
Das Naturschutzgebiet dient auch der Naherholung und dem Tourismus. Am Nord- und Ostufer des Thülsfelder Stausees befinden sich außerhalb des Naturschutzgebietes mehrere Campingplätze. Durch das Naturschutzgebiet verlaufen mehrere Wanderwege. Seit Oktober 2017 gibt es einen rund zehn Kilometer langen Erlebnispfad mit 14 Stationen.
Das Naturschutzgebiet ist größtenteils von bewaldeten Flächen umgeben. Im Nordosten grenzt es an Campingplätze und landwirtschaftliche Nutzflächen.